# Краснинское
Краснинское — село Промышленновского района Кемеровской области РФ.

## География
Село находится в 85 км от областного центра г. Кемерово, в 25 км от районного центра пгт Промышленная, в 50 километрах к северо-западу от города Ленинск-Кузнецкого, на западе Кемеровской области на реке Камысла, на расстоянии 220 км находится город Новосибирск — Новосибирская область. Ближайшие населённые пункты — д. Прогресс, д. Пушкино, д. Каменка и д. Шуринка.

## История
Выходцы из Центральной России, Украины появились в конце 18 века в наших сибирских местах по речке Камысле и вблизи её. Примерно в начале 20 века стали возникать здесь деревни Пушкино, Толстовск, Островский, Лермонтовск, Гоголевский, немного позже — Панфиловка, Украинка, пархаевка — в районе Пархаевского озера, Красная поляна, Ивановка. Существует версия, что землемер Панфилов, который нарезал участки для жителей данных деревень, был большим любителем литературы. Он то и дал им названия в честь любимых им русских писателей и поэтов.
Стали выкорчёвываться леса, распахиваться земли. Поселенцы сеяли рожь, ячмень, пшеницу, овёс. Зерно использовалось в основном для питания, для корма скоту и иногда для продажи или обмена. Жили единолично, как правило, большими семьями.
После октябрьской революции и гражданской войны вновь стали крепнуть разорённые крестьянские хозяйства.
Только в 1924—1925 гг. деревня Украинка, расположенная в верховьях реки Камысла, выросла на три десятка дворов.
В 1931 году из крестьян, проживающих в ней, был образован колхоз Украинец (председатель И. И. Токарь, просуществовавший всего около года). Осенью 1931 года было принято решение о разукрупнении совхоза № 208 Краснинского района, ныне Ленинск-Кузнецкий племзавод. В это время в колхоз Украинец приехали представители Краснинского района и совхоза № 208 для разъяснительной работы с колхозниками по вовлечению их в совхоз.
В течение зимы и весны 1931−1932 годов велась подготовительная работа. Территория для земель будущего совхоза была подобрана в районе Пархаевского озера в 12 км. От села Красное и в районе деревни Украинка. Там же были разбросаны небольшие посёлки Панфиловка, Красная поляна и др.
4 июня 1932 года приказом № 88 по Западно-Сибирскому Союзскотоводтресту Ленинск-Кузнецкий совхоз № 208 был разукрупнён и на базе его отделений образовался совхоз Краснинский № 209 с территорией в 14.850 га., из которых пахотных земель было 2620 га., сенокосов — 9006 га., пастбищ — 2490 га. Ёмкость совхоза по стойловому содержанию поголовья была определена в 2076 голов К. Р. С.
Центральной усадьбой совхоза стала деревня Украинка (позже переименовали в посёлок Краснинский). В первый год существования совхоза в его состав входили 2 подразделения ферма № 1 (Украинка) и ферма № 2 (Пархаевка), где было по 500 голов скота.
Первым директором Краснинского был назначен Гуц Юрий Иванович (1932—1933 гг.), его первым заместителем — Меркулов В. С., старшим агрономом — Фольваст, зам. директора по строительной части — Солдатов В. А. Управляющими были назначены на первой ферме — Евстигнеев, на второй — Ширяев. На ферме № 2 работали такие труженики, как Ивкина Татьяна Матвеевна, Карпов Яков Ильич, Плотников Егор Фёдорович, Балабанова Аксинья Пантелеевна, Благирева Ирина Петровна, Дагаев Михаил Александрович. На ферме № 1 — Милошенко Марк Семёнович, Осауленко Даниил Владимирович, Смирнов Алексей. Именно благодаря самоотверженному труду этих людей уже с первых лет своего существования совхоз прочно становится на ноги и наращивает производство. Уже через пять месяцев после образования совхоза поголовье К. Р. С. составляло 1370 голов. Весь скот был обеспечен на зимовку тёплыми дворами, необходимым количеством кормов. План сдачи молока был выполнен на 112 %.
В 1933 году директором совхоза стал Меркулов Василий Семёнович (1933—1938 гг.) москвич, очень чуткий и внимательный человек.
В конце 30 годов значительно увеличилось количество пашни в совхозе. Распахивалась целина, в основном на территории фермы № 1 в сторону «заготскота» (теперь пгт Промышленная). Строились полевые станы и культстаны, которые по сути стали вторым домом для рабочих совхоза, так как работали от зари до зари, особенно в страдную пору, а времени и транспорта не было, чтобы ежедневно добираться домой обратно.
С 1933 года работала начальная школа, а с 1938 года — семилетняя школа (деревянное здание располагалась на месте современной ул.Украинская, действовала до 1961 г.).
В 1939 году построен клуб (действовал до 1984 г), а для детей рабочих были открыты ясли-сад.
К концу 30 годов совхоз имел свою пекарню, маслозавод, небольшой магазин, столовую. Строились жилые дома. Именно в это время, появилась улица на Центральной усадьбе — Совхозная.
В 1939 году доярка Ивкина Татьяна Матвеевна была премирована путёвкой в Ленинград на празднование Международного женского дня 8 марта. В 1941 году она была участницей ВДНХ, 16 июня 1941 года Татьяна Матвеевна выехала из Москвы домой. Только приехала — и на следующий день началась война.
Уже в первые дни войны в армию было мобилизовано более 150 работников совхоза. Но на их место встали жёны и дети. Стали на несколько лет трактористками и комбайнерами Свиридова Екатерина Ивановна, Тихомирова Евдокия Васильевна, Плотникова Раиса Ивановна, Кидярова Анастасия Павловна, Дзыбал Валентина Серпионовна. Они пахали и сеяли, косили и молотили, заготавливали корма и подрабатывали хлеб.
73 краснинца сложили свои головы за независимость Родины, они проявили себя, как и в труде, в годы войны настоящими патриотами. Вернулись домой с высокими боевыми наградами Плотников Егор Фёдорович — участник Парада Победы, Пятов Николай Тимофеевич, разведчики — Сидоров Александр Михайлович, Журавлёв Павел Тимофеевич, Зарубин Григорий Карпович, Соломыкин Алексей Захарович и другие.
В животноводстве не жалели сил для победы телятница Халявина Варвара Андреевна, доярки сёстры Баяндины Екатерина и Анна Константиновны, Ткачёва Елена Захаровна, скотница, а затем телятница Опрышко Аксинья Константиновна, которая к тому же воспитала троих детей — сирот. Корсакова Надежда Викторовна с 1943 до 1948 года была главным зоотехником совхоза.
В начале войны были переселены в совхоз немцы Украины и Поволжья. Вместе с русскими, украинцами и людьми других национальностей они с первых дней своей работы в совхозе показали себя дисциплинированными, трудолюбивыми работниками. Сегодня история совхоза неотделима от имён Гриб Рудия Яковлевича — одного из старейших работников совхоза, Цельмер Губерта Эмильевича — мастера животноводства высокого класса, Пельц Эткара Рейнгольдовича, Бирт Якова Ивановича — лучших механизаторов.
В 1949 году в совхозе было положено начало свиноводству, ставшему впоследствии одной из основных отраслей производства. Свиноферма возникла с небольшого старого дома на территории фермы № 1 и двух свиноматок. Ухаживала за ними Асауленко Анна Ивановна. К середине 50-х годов эта отрасль животноводства была значительно расширена. В совхозе стали развиваться в это же время подсобные хозяйства. В посёлке Листвянный выращивали не только свиней но и овец. Здесь же находилась и птицеферма. Была заведена в совхозе и своя пасека. Успешно развивалось животноводство и растениеводство, что неразрывно связано с деятельностью заслуженных работников сельского хозяйства РСФСР — Мышко Василия Тимофеевича, и Цибина Николая Михайловича — бывших главными агрономом и зоотехником.
В 1950 году территория совхоза была расширена за счёт присоединения подсобного хозяйства, принадлежащего ранее Ленинск — углю. В эти же годы в совхозе была открыта в небольшом двухквартирном доме участковая больница со своим роддомом (ул. Центральная).
До 1950 года в совхозном стаде были коровы симментальской породы. В 1950 году введено искусственное осеменение коров и началось поголовное скрещивание быками черно — пёстрой породы. Это и ряд других новшеств позволили значительно поднять продуктивность стада.
В 1956 году правительством было принято постановление об укреплении совхозов и колхозов. И уже на следующий год в состав совхоза № 209 влились деревни Пушкино, где до этого располагался колхоз им. Карла Маркса, села Прогресс и Ваганово. Теперь уже в состав входило семь подразделений.
В 1958 году надой на фуражную корову составлял 2182 кг молока,
С середины 50-х годов (1955 −1957) началась массовая распашка целины. Именно в это время в совхозе было распахано около 4000 га. Земли. Больше стали сеять зерновых культур.
В 1960 году появилась целая улица, получившая название «Буровая».
В 1961 году было сдано в эксплуатацию новое кирпичное здание средней школы.
В 1963 году в совхозе началось внедрение почвозащитной системы. Стала применяться безотвальная вспашка плугами, прикатывание кольчатыми катками, разбрасывание соломы на полях. В это же время началось в широких масштабах и поверхностное улучшение лугов и пастбищ.
В семеноводстве шёл подбор зерновых культур, наиболее приспособленных к нашей зоне рискованного земледелия. Испытывались и внедрялись сорта пшеницы: «саратовская — 29», «омская −9», ячменя «каштицки», овса — «Нарымский −943».
В 1959 −1963 году начинает использоваться машинное доение, с его введением нагрузка была доведена до 25 коров, до этого доярка доила вручную и обслуживала 26 коров.
В 1964 году проведено новое землеустройство совхоза с нарезкой пяти полевых и двух кормовых севооборотов, что дало возможность внедрить севообороты согласно научным рекомендациям, тогда же началась совхозом массовая посадка противоэрозионных, полезащитных лесных полос.
В 1965 году Краснинский был разделён на два совхоза — Краснинский и Вагановский. Всё имущество было поделено примерно поровну, и с тех пор Краснинский существует без значительных территориальных изменений.
В 1966 году выходное поголовье свиней составляло 9593 головы, за год было получено 7341 поросят и 552 тонны привеса свинины.
В 1968 г. насчитывалось 1387 жит., 379 хоз. Имелись: Средняя школа, клуб, медпункт, детские ясли, отделение связи. Сельсовет и центр. усадьба совхоза «Краснинский».
В 1968 году, трудном по климатическим условиям, бригада животноводов фермы № 1, возглавляемой Шель Анатолием Ивановичем надоили более 3700 кг на корову и заняли первое место в районном и областном соревновании. В 1968 году надой на фуражную корову — 3115 кг молока, значительно был облегчён и труд животноводов.
В 1970 году построено здание детского комбината на 140 мест.
В 1971 году свиноферма совхоза становится племенной фермой по производству породы свиней «крупная белая».
В 1970−1971 годах Власова Анна Никитична — доярка фермы № 4 надоила от фуражной коровы соответственно по 4155 и 4207 кг молока, Жарикова Раиса Петровна в 1971 году — 4022 кг, Соловьёва Раиса Ивановна — телятница фермы № 4 в 1971 году получила на молодняке КРС по 910 гр. Среднесуточного привеса, Воеводин Виктор Иванович в 1971 году вырастил 480 поросят с отъёмным весом 22 кг.
В 1972—1974 годах построены и заселены три шестнадцати — квартирных дома.
В 1980 году на фермах совхоза смонтированы молокопроводы.
С 1981 года в хозяйстве проводится работа по совершенствованию племенных и продуктивных качеств коров путём прилития крови гольштинно — фризской породы.
В 1982 году в совхозе введено в действие 192 га. поливных земель для выращивания многолетних трав на сено и зелёный корм.
В 1984 году был сдан в эксплуатацию новый Дом Культуры на 400 мест со спортзалом и библиотекой. Это способствовало развитию художественной самодеятельности, спорта в селе.
В 1988 года выращивается кукуруза по зерновой технологии, что позволяет значительно повысить питательность этого корма. В этом же году было положено начало, а в последние годы значительно расширено приготовление сена методом активного вентилирования.
В 1989 перешли в животноводстве от сплавной системы навозоудаления к транспортёрам. Ко всем фермам отсыпаны подъезды.
В 1990 году из ФРГ были завезены 98 чистопородных коров гольштинно — фризской породы. Уже за первую лактацию они дали по 5176 кг молока. С целью подготовки нетелей, раздоя их после отёла открыт селекционный двор на ферме № 1.
В 1990—1991 годах почти в два раза увеличено приготовление зерносенажа из однолетних трав. В последние годы предпосевная обработка почвы ведётся только сеялками — культиваторами СЗС −2,1, основная обработка — только плоскорезами КПГ −250, СЗС — 9. В 1991 году надои на корову составили 3600 кг молока, привесы молодняка КРС −616 гр. Восстановлен отменный при звеньевой системе индивидуальный учёт молока надоенного каждой дояркой.
С 1986—1990 годы средняя урожайность зерновых составила по совхозу 24,9 центнеров с гектара, что значительно выше, чем в предыдущие пятилетие.
С 1980 по 1990 на центральной усадьбе появилась целая улица из кирпичных и железобетонных домов, получившая название Новая, в деревне Пархаевка введено 11 двухквартирных домов, закончено строительство 8 домов на улице Совхозной, в деревне Пушкино построено 14 квартир, отремонтирована дамба Краснинского пруда — увеличена высота дамбы, частично расчищено и углублено дно пруда, установлены металлические водоспуски с защитным каркасом, дамба усилена щебнем, установлены металлические ограждения и заасфальтирована дорога по ней.
В 1989 −1991 годах отсыпаны (а в с. Краснинское частично заасфальтированы) все дороги в сёлах совхоза, построены игровая площадка у детского сада, танцевальная площадка для молодёжи, хоккейная коробка.
На ферме № 1 в 1990 году построен новый двор для содержания завезённых из ФРГ коров, рядом начато строительство ещё одного. На ферме № 4 восстанавливается молочный завод. Существенно улучшились условия работы медицинского персонала и лечения больных в Краснинской участковой больнице. Физиокабинет здесь один из лучших в районе.
Новое время выдвинуло на передний край новых передовиков производства — Дагаева Нина Павловна — телятница а затем техник искусственного осеменения, Саломыкин Юрий Алексеевич — скотник, доярки — Курдюкова Александра Кирилловна, Соснина Надежда Владимировна, Егорова Любовь Джамбуловна — телятница, и многие другие труженики обеспечивают и сегодня высокие производственные показатели в животноводстве. Классные мастера своего дела Шарков Леонид Сергеевич, Власов Александр Петрович — бригадир тракторных бригад, механик по сельхозмашинам — Рябычин Геннадий Михайлович, трактористы — Шепелев Александр Михайлович, Макейкин Владимир Иванович и Макейкин Сергей Иванович, Беседин Иван Михайлович, шофёры автопарка -Массольд Виктор Юрьевич, Чиняков Валентин Егорович, автокрановщик — Красников Александр Фёдорович и многие другие, кто сейчас с честью продолжает дело своих отцов и дедов — основателей совхоза.
За существование совхоза в разное время его возглавляли, сменяя друг друга по тем или иным причинам 10 директоров. Это Гуц Юрий Иванович (1932—1933), Меркулов Василий Семёнович (1933—1938), Медовиков Иван Матвеевич (1939—1943), Бахарев Иван Александрович (1943 −1946), Грейсман Александр Николаевич (1946—1948), Мережко Пётр Ефимович (1948 −1954), Матюшин Алексей Фёдорович (1959 −1967), Рябцев Николай Григорьевич (1967 −1989), Панов Борис Леонидович (1989 −2001).
В ходе рассказа об истории совхоза было много названо фамилий механизаторов и животноводов, водителей и других рабочих. Но любое производство держится не только на тех, кто непосредственно работает с животными или сидит за рычагами трактора или комбайна, за баранкой автомобиля. Совхозу Краснинский на таких руководителей и специалистов как Малышев Ф. Ф., Минеева Людмила Васильевна, Багрыч Илья Сергеевич, Кудрин В. И., Кабаржицкая Ю. Г., Шмаков С. П., Пельц Э. Р., Ермаков Я. Г., Барахтин С. И., Гордиенко Н. М., Карсаков А. Ю., Шель А. И., Валькер Е. А., Русаков А. В., Минеева В. А., Козлова Т. В., Власов С. П. и многие другие, кто в праве гордиться всем, что достигнуто совхозом.
За свою историю совхоз неоднократно выходил победителем районного, областного, всероссийского, всесоюзного социалистических соревнований, его имя занесено на Доску почёта ВДНХ СССР.
57 работников совхоза награждены орденами и медалями. В совхозе 4 заслуженных работника сельского хозяйства РСФСР — Рябцев Н. Г., Мышко В. Т., Омельчук С. В., Цыбин Н. М.
Есть в Краснинском и Герой Социалистического Труда, Кавалер орденов Ленина, Октябрьской революции, Трудового Красного Знамени, Знак Почёта и многих медалей, неоднократный участник ВДНХ СССР, Лауреат премии Кузбасса. Это — Багрыч Зинаида Гольфридовна, свинарка совхоза и области. 32 года проработала эта женщина на свиноферме, не жалея сил и здоровья, вырастила около тридцати двух тысяч поросят — больше чем весь совхоз получает за три года.
Годы перестройки и экономических реформ существенно начали изменять жизнь в селе.
С 1990 года наряду с деятельностью крупного сельскохозяйственного предприятия, начали появляться крестьянские (фермерские) хозяйства, работали на земельных долях примерно по 14,9 га. выделенных сотрудникам АО « Краснинское» в собственность по закону РСФСР от 22 ноября 1990 г. № 348-I «О крестьянском (фермерском) хозяйстве», тогда начали работу Вихров, Васильев, Долбня М. Ф. (с 12.12.1992), Попов И. М., Карпов В. Я.(ФХ «Украинское» с 25.12.1992 по 08.02.2013), Павлюченко, братья Юрковы и многие другие.
Тем временем совхоз Краснинский пытался приспособиться к новым экономическим реалиям, 25.12.1999 создано ОАО «КРАСНИНСКИЙ» был ликвидирован по решению суда 25.02.2005, 25.03.2002 создано ООО «КРАСНИНСКОЕ» прекратил работу по решению арбитражного суда 23.05.2006, 23.08.2002 создано ООО «СХК КРАСНИНСКОЕ» прекратил работу по слиянию 05.06.2009, ООО "СТД «КРАСНИНСКОЕ» создано 29.12.2004 ликвидировано 11.09.2008. После реорганизаций некоторое время продолжали работать молочные фермы ООО «Боровково», в 2013 году производство молока прекращено. Продолжал работу колбасный цех ОАО «Мариинский ЛВЗ», позднее работу продолжил ЗАО «Кузбасский пищекомбинат» как цех по переработке мяса.

## Экономика
По состоянию на начало 2021 года в селе крупными производственными предприятиями являются ЗАО «Кузбасский пищекомбинат» (переработка мяса), ООО «Весна» (выращивание зерновых), ООО СХК "АЛМАЗ" (выращивание зерновых) , ООО "КХ С.И. РОЩУПКИНА" (выращивание зерновых), также работают менее крупные фермерские и личные подсобные хозяйства (выращивание зерновых, производство молока, мяса, мёда и грибов), имеется шесть магазинов. Большинство организаций и частных предпринимателей оказывают благотворительную помощь.

## Культура
В 1939 году построен клуб (действовал до 1984 г.)
В 1984 году был сдан в эксплуатацию новый Дом Культуры на 400 мест со спортзалом и библиотекой. Это способствовало развитию художественной самодеятельности, спорта в селе.
Дом культуры и его работники со дня постройки предлагал односельчанам различные мероприятия и способы досуга в том числе регистрацию бракосочетаний, прокат кинофильмов на широком экране, были созданы условия для занятий самодеятельных коллективов (хор, ВИА, танцевальные группы), спортивный зал, зал для бодибилдинга, библиотека, танцевальные студии и др., позднее часть услуг дом культуры перестал предоставлять.
В 1985 году по инициативе супругов Даниленко при Краснинском сельском доме культуры был образован хор. Краснинский хоровой коллектив регулярно участвует во всех районных мероприятиях, областных фестивалях и конкурсах, где неоднократно занимал призовые места, ведёт активную концертную деятельность, являясь гордостью села и района. В 1990 году за особые успехи в развитии самодеятельного народного творчества коллектив удостоен звания «народный», в 1991 году хор приглашают для записи на областное радио. В мае 2010 года хор награждён грамотой Управления культуры, молодёжной политики, спорта и туризма администрации Промышленновского района» «За особый вклад в развитие культуры на селе, пропаганду лучших образцов народной музыкальной культуры и в связи с 25-летием со дня образования», отмечен благодарственным письмом администрации Промышленновского района «За добросовестный труд, активное участие в реализации мероприятий приоритетного регионального национального проекта „Культура“».
В 2012 году хор принял участие в областном фестивале творческих коллективов «Мы родом из Кузбасса». В том же 2012 году в Краснинской библиотеке состоялась книжная выставка «С любовью к Кузбассу», «70 страниц истории Краснинского» и выставка прикладного искусства «Краснинские умельцы — юбилею Кузбасса», посвящённые 70-летию Кемеровской области.
В марте 2014 года Творческие коллективы Краснинского СДК представили концертную программу «Служу России», перед концертом в фойе СДК состоялся шахматный турнир.
В феврале 2015 года хореографические коллективы «Стрит данс» и «Юность» Краснинского дома культуры стали лауреатами V Международного конкурсе-фестиваля «Закружи, вьюга». В марте 2015 солистка Краснинского СДК Даша Локтионова (руководитель А. В. Ягунова) приняла участие в отборочном туре Всероссийского конкурса-фестиваля «Новые имена».

## Образование

### Дошкольное образование
В 1939 году для детей рабочих были открыты ясли-сад.
В 1970 году построено кирпичное здание детского комбината на 140 мест.
В 2008 году крыша здания с шиферной, заменена на металлическую, оцинкованную.
В настоящее время МОБУ Краснинская ООШ детский сад «Колокольчик»

### Школа
С 1933 года в селе работала начальная школа. С 1938 года заработала семилетняя школа (деревянное здание располагалась в районе современной улицы Украинская, действовала до 1961 года). В 1961 году было построено и сдано в эксплуатацию новое кирпичное здание средней школы. При масштабной финансовой поддержке совхоза «Краснинский» (дир. Панов Борис Леонидович) большинство выпускников школы поступали в высшие учебные заведения, совхозный автобус возил студентов в Кемерово и обратно еженедельно, студентам платили дополнительную стипендию, в школе был создан компьютерный класс для занятия информатикой, также имелись трактора ДТ-75 и МТЗ-80, несколько мотоциклов «Минск», «картинги». На технике школы ученики старших классов проходили подготовку к экзаменам на машинистов-трактористов, мотоциклистов и водителей автомобилей, иногда экзамены принимались непосредственно на базе школы, позднее постепенно к 2000 году практика такой подготовки была утрачена. С 1961 года школа выпустила 16 медалистов. До 18 мая 2011 года школа в селе Краснинское была средней (11 лет), после стала основной (9 лет).
С 18 мая 2011 года в селе работает Муниципальное общеобразовательное бюджетное учреждение «Краснинская основная общеобразовательная школа», при школе существует детский сад. В 2014—2015 учебном году в школе 18 педагогов обучали 193 ученика.

## Спорт

### Спорт в Краснинском
В мае 2013 года Краснинский бильярдный клуб «Виктория» (президент клуба П. Н. Морковкин) участвовал в открытом лично-командном первенстве среди команд бильярдных клубов Кемеровской области, посвящённом Дню Победы. В октябре 2013 года член клуба В. А. Шель принял участие во всероссийском первенстве по бильярду среди ветеранов «Кубок Сибири», проходившем в Томске.
В марте 2014 года Краснинская хоккейная команда (капитан и тренер А. С. Свиридов), представляя Промышленновский район на областном хоккейном турнире, посвящённом Дню защитника Отечества, заняла второе место. Так же, в марте 2014 года Бильярдный клуб «Виктория» принимал гостей на районном бильярдном турнире. В соревнованиях участвовали бильярдный из Промышленной, Плотникова, Журавлёва и Ерёмина. В итоге 1-е место занял Валентин Исхаков из райцентра, второе — Владимир Шель из Краснинского, третье — Вячеслав Стебляков из Ерёмина.
В феврале 2015 года Краснинский бильярдный клуб «Виктория» провёл отборочные состязания среди подрастающего поколения бильярдистов.

## Памятники
В центре села расположены Памятники погибшим во Великой Отечественной войне.